# Bekir Yılmaz
Bekir Yılmaz (* 6. März 1988 in Izmir) ist ein türkischer Fußballspieler.

## Karriere
Yılmaz spielte in seiner Jugend von 2000 bis 2006 bei Buca Belediye, bis er dann zum Zweitligisten Bucaspor wechselte, wo er am 20. August beim 2:0-Sieg über Turgutluspor sein Debüt gab und als Einwechselspieler in der 89. Minute ins Spiel kam. Am 22. November erzielte er beim 1:1-Unentschieden gegen Alanyaspor in der 85. Minute den Ausgleichstreffer und damit sein erstes Profitor überhaupt. In den folgenden Jahren eroberte er sich einen Stammplatz im Mittelfeld und bestritt 106 Spiele für Bucaspor, in denen er acht Tore erzielte. 2010 wechselte er zum Erstligisten Manisaspor. Am 29. August 2010 gab er bei der 2:4-Niederlage gegen Fenerbahçe Istanbul sein Debüt für Manisaspor.
Im Frühjahr 2014 wechselte Yılmaz zum Erstligisten Bursaspor. Sein Debüt für Bursa gab er am 25. Januar 2014 im Süper Lig Spiel gegen Eskişehirspor, wo er in der 71. Minute eingewechselt wurde. Mitte August 2016 wechselte er innerhalb der Süper Lig zum südtürkischen Aufsteiger Adanaspor. Zur Saison 2018/9 wechselte er zum Zweitligisten Gençlerbirliği Ankara. Hier gelang ihm mit seinem Verein die Vizemeisterschaft der Liga und damit der direkte Wiederaufstieg.
Mit seinem Vertragsende zum Sommer 2019 verließ Yılmaz die Hauptstädter und wurde vom Zweitligisten Giresunspor verpflichtet.

## Erfolge
Mit Bursaspor
- Türkischer Pokalfinalist: 2014/15

Gençlerbirliği Ankara
- Vizemeister der TFF 1. Lig und Aufstieg in die Süper Lig: 2018/19